# Одинокий цветок любви
«Одинокий цветок любви» (кит. трад. 孤戀花, пиньинь gūliànhuā) — тайваньская драма 2005 года режиссёра Цао Жуйюаня. Фильм снят по одноимённой новелле Бай Сяньюна, вошедшей в его сборник рассказов «Тайбэйцы».

## Сюжет
Юньфан — беженка из Шанхая. Она перебралась на Тайвань, убегая от гражданской войны в Китае в 1949 году. На Тайване сохраняется Китайская Республика, тогда как на материке к власти приходят коммунисты. Юньфан работает девушкой для развлечения посетителей в одном из ресторанов. Девушкам приходится петь перед клиентами, проводить с ними время за столом, выпивать вместе с ними. На работе она становится наставницей молодой девушки Цзюань Цзюань. Однажды Юньфан спасает её от нападения уличных гангстеров и приводит к себе домой. Цзюань Цзюань напоминает ей возлюбленную Убао, с которой они были вместе до прихода революции. Убао погибла во время побега из Китая и Юньфан до сих пор не может это забыть. Девушки начинают жить вместе. В ресторане Цзюань Цзюань замечает один их посетителей — крупный гангстер, который вынуждает девушку стать его любовницей. Он вовлекает её в мир насилия и наркотиков. Юньфан пытается помочь девушке, предпринимает попытку вылечить от наркотической привязанности. Но трагическая развязка приводит к разлуке.

## В ролях
| В ролях              |  | Персонаж      |
| -------------------- |  | ------------- |
| Анита Юань           |  | Юньфан        |
| Анджелика Ли Синьцзе |  | Убао          |
| Сяо Шушэнь           |  | Цзюань Цзюань |
| То Цзунхуа           |  | Сань Лан      |